# آگوستین لویی کوشی
اُگوستَن لویی کُوشی (به فرانسوی: Augustin Louis Cauchy) (زاده ۲۱ اوت ۱۷۸۹ – درگذشته ۲۳ مه ۱۸۵۷) ریاضی‌دان ،فیزیک‌دان و مهندس فرانسوی بود. 
او از نخستین کسانی بود که قضایای حساب دیفرانسیل و انتگرال را بیان و اثبات دقیق کرد و اصل اکتشافی عمومیت جبر (Generality of Algebra) نویسندگان پیشین را رد کرد. او تقریباً به‌تنهایی آنالیز مختلط و مطالعه گروه‌های جایگشتی را در جبر مجرد پایه گذاشت. در علم مکانیک محیط‌های پیوسته نیز تانسور تنش کوشی را پیش نهاد.

## زندگی
کوشی فرزند لویی فرانسوا کوشی (۱۷۶۰–۱۸۴۸) و ماری مادلِن دِزِستر بود. او دو برادر داشت، الکساندر لوران کوشی (۱۸۵–۱۷۹۲) که قاضی دادگاه فرجام‌خواهی بود، و اُژِن فرانسوا کوشی (۱۸۰۲–۱۸۷۷) که تبلیغات‌چی بود و چندین اثر ریاضی نیز نوشت. 
کوشی، ۱۸۱۸، با آلُواز دو بور ازدواج کرد، که از نزدیکان ناشری بود که بیشتر آثار کوشی را منتشر می‌کرد.

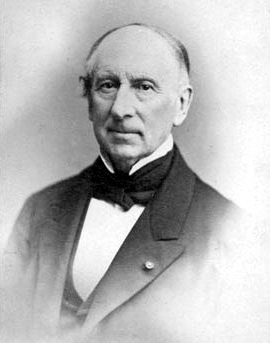
در آخرین سال از عمرش

آنها دو دختر داشتند، ماری فرانسوا آلیسیا (۱۸۱۹) و ماری ماتیلد (۱۸۲۳). پدر کوشی، مقام بلندپایه پلیس پاریس در رژیم پیشین بود، و به‌دنبال انقلاب فرانسه (۱۴ ژوئیه ۱۷۸۹)، یک ماه پیش‌از تولد کوشی، برکنار شد. خانواده کوشی با فرار به آرکُوی، جایی که کوشی نخستین تحصیلات‌ش را از پدرش فراگرفت، از انقلاب و حکومت ترور (زیر ۱۷۴) جان سالم به در بردند. پس‌از اعدام ماکسیمیلیان روبِسپیِر در ۱۷۹۴، بازگشت خانواده به پاریس، دیگر بی‌خطر بود. پدرش، ۱۸۰۰، شغل اداری پیدا، و به‌سرعت ترقی کرد.
وقتی ناپلئون بناپارت به قدرت رسید (۱۷۹۹)، جایگاه پدرش بالاتر رفت، و مستقیم زیرنظر لاپلاس دبیرکل سنا شد. ریاضی‌دان معروف، لاگرانژ نیز دوست خانواده کوشی بود. به‌سفارش لاگرانژ، کوشی، پاییز ۱۸۰۲ در «اِکول سانترال دو پانتئون» (مدرسه مرکزی پانتئون)، بهترین مدرسه راهنمایی پاریس در آن زمان، ثبت نام کرد. بیشتر برنامه درسی، زبان‌های کلاسیک بود.
کوشی جوان و بلندپرواز، دانش‌آموز درخشانی بود و  چندین جایزه در لاتین و علوم انسانی گرفت. برخلاف این موفقیت‌ها، کوشی، رشته مهندسی را برگزید و خود را برای امتحان ورودی به اِکول پلی‌تکنیک آماده کرد. او ۱۸۰۵، در میان ۲۹۳ شرکت‌کننده در این امتحان، دوم و پذیرفته شد. یکی از اهداف اصلی این مدرسه، پرورش مهندسان آینده در کارهای عمرانی و نظامی، آموزش علمی و ریاضی در سطح بالا بود.
این مدرسه زیر نظم‌وانضباط نظامی اداره می‌شد و همین باعث شده‌بود تا کوشی جوان با مشکلاتی روبرو شود. بااین‌حال، او پلی تکنیک را ۱۸۰۷ و در ۱۸ سالگی به پایان رساند و به «اِکول دِ پونس اِ شُوسه» (مدرسه پل‌ها و راه‌ها) رفت. او در مهندسی عمران، با بالاترین نمره‌ها دانش‌آموخته شد.